# Boogminuut
Een boogminuut is een eenheid om de grootte van een hoek aan te duiden. In de astronomie wordt de boogminuut gebruikt om de plaats of afmetingen van hemelobjecten aan te duiden. Een boogminuut bedraagt zestig boogseconden en is een 60e van een booggraad.
Voor positieaanduidingen in hemelcoördinaten worden graden, boogminuten en boogseconden alleen gebruikt voor de declinatie. De schijnbare diameter van de volle maan bedraagt ongeveer 30 boogminuten. De parallax van sterren wordt meestal in milliboogseconden gegeven. 
De boogminuut is ook de grondslag van de zeemijl.

## Schrijfwijze
Het bijbehorende symbool is het accent (′) dat achter en aan het getal wordt geplaatst. Vaak wordt echter ook het enkele aanhalingsteken (') gebruikt. Bijvoorbeeld:
- 23′ of 23'